# Béranger Frédol der Jüngere

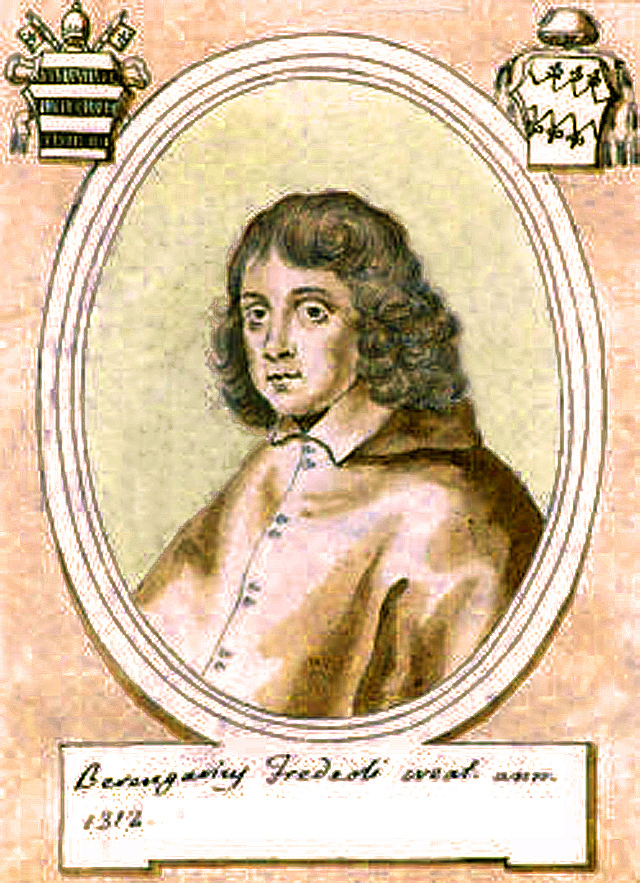
Kardinal Béranger Frédol der Jüngere

Béranger Frédol der Jüngere († November 1323 unsicher: in Avignon) war ab 1309 Bischof von Béziers und ab 1312 Kardinal.

## Leben
Er war ein Sohn von Pierre Frédol, Seigneur de Lavérune und Neffe von Kardinal Béranger Frédol dem Älteren, und damit ein Großneffe von Papst Clemens V. Seine Laufbahn begann er als Kanoniker und Kämmerer im Domkapitel von Béziers. 1309 wurde er zum Bischof von Béziers gewählt, die Wahl wurde am 29. Mai 1309 vom Papst (seinem Großonkel) bestätigt.
Im Konsistorium vom 23. Dezember 1312 wurde er von Clemens V. zum Kardinal erhoben und erhielt als Kardinalpriester Santi Nereo e Achilleo als Titelkirche. 1313 wurde er Camerlengo des Kardinalskollegiums. Er nahm am Konklave von 1314 bis 1316 in Carpentras und ab 1315 in Lyon teil, aus dem Johannes XXII. als Papst hervorging. Am 22. August 1317 wurde er zum Kardinalbischof von Porto e Santa Rufina ernannt. Im Juni 1323 folgte er seinem Onkel als Kardinaldekan. Er starb sechs Monate später.